# Рингсхајм
Рингсхајм (њем. Ringsheim) општина је у њемачкој савезној држави Баден-Виртемберг. Једно је од 51 општинског средишта округа Ортенау. Према процјени из 2010. у општини је живјело 2.192 становника. Посједује регионалну шифру (AGS) 8317113.

## Географски и демографски подаци
Рингсхајм се налази у савезној држави Баден-Виртемберг у округу Ортенау. Општина се налази на надморској висини од 225 метара. Површина општине износи 11,3 km². У самом мјесту је, према процјени из 2010. године, живјело 2.192 становника. Просјечна густина становништва износи 194 становника/km².

## Међународна сарадња
| Мјесто | Држава    | Врста сарадње | Од    |
| ------ | --------- | ------------- | ----- |
|        | Француска | партнерство   | 1993. |
| Извор  |           |               |       |